# Archidiecezja Pondicherry i Cuddalore
Archidiecezja Pondicherry i Cuddalore (łac. Archidioecesis Pondicheriensis et Cuddalorensis, ang. Archdiocese of Pondicherry and Cuddalore) – rzymskokatolicka archidiecezja ze stolicą w Puducherry w terytorium związkowym Puducherry, w Indiach. Arcybiskupi Pondicherry i Cuddalore są również metropolitami metropolii o tej samej nazwie.

## Historia
W 1776 roku papież Pius VI erygował misję "sui juris" Pondicherry. W dniu 1 września 1836 roku papież Grzegorz XVI podniósł misję do rangi wikariatu apostolskiego Pondicherry. W dniu 1 września 1886 roku papież Leon XIII podniósł wikariat apostolski do rangi archidiecezji metropolitarnej Pondicherry. W dniu 7 sierpnia 1953 roku papież Pius XII zmienił nazwę archidiecezji na Pondicherry i Cuddalore.